# Étriché
Étriché est une commune française située dans le département de Maine-et-Loire en région Pays de la Loire.

## Géographie

### Localisation
Commune angevine du Baugeois, Étriché se situe en rive gauche de la Sarthe, sur la route D 52, Morannes - Tiercé.
La Sarthe traverse le territoire de la commune.
| Les Hauts-d'Anjou | Morannes sur Sarthe-Daumeray |        |
| Juvardeil         | Étriché                      |        |
| Cheffes           |                              | Tiercé |

### Climat
Pour des articles plus généraux, voir Climat des Pays de la Loire et Climat de Maine-et-Loire.
En 2010, le climat de la commune est de type climat océanique altéré, selon une étude du CNRS s'appuyant sur une série de données couvrant la période 1971-2000. En 2020, Météo-France publie une typologie des climats de la France métropolitaine dans laquelle la commune est exposée à un climat océanique et est dans la région climatique Moyenne vallée de la Loire, caractérisée par une bonne insolation (1 850 h/an) et un été peu pluvieux.
Pour la période 1971-2000, la température annuelle moyenne est de 11,6 °C, avec une amplitude thermique annuelle de 14,1 °C. Le cumul annuel moyen de précipitations est de 659 mm, avec 11,5 jours de précipitations en janvier et 6 jours en juillet. Pour la période 1991-2020, la température moyenne annuelle observée sur la station météorologique de Météo-France la plus proche, sur la commune de Montreuil-sur-Loir à 6 km à vol d'oiseau, est de 12,3 °C et le cumul annuel moyen de précipitations est de 697,3 mm,. Pour l'avenir, les paramètres climatiques de la commune estimés pour 2050 selon différents scénarios d'émission de gaz à effet de serre sont consultables sur un site dédié publié par Météo-France en novembre 2022.

## Urbanisme

### Typologie
Au 1er janvier 2024, Étriché est catégorisée bourg rural, selon la nouvelle grille communale de densité à sept niveaux définie par l'Insee en 2022.
Elle est située hors unité urbaine. Par ailleurs la commune fait partie de l'aire d'attraction d'Angers, dont elle est une commune de la couronne,. Cette aire, qui regroupe 81 communes, est catégorisée dans les aires de 200 000 à moins de 700 000 habitants,.

### Occupation des sols
L'occupation des sols de la commune, telle qu'elle ressort de la base de données européenne d’occupation biophysique des sols Corine Land Cover (CLC), est marquée par l'importance des territoires agricoles (83,5 % en 2018), en diminution par rapport à 1990 (88,8 %). La répartition détaillée en 2018 est la suivante : 
zones agricoles hétérogènes (36,9 %), prairies (34,7 %), forêts (10 %), cultures permanentes (8 %), terres arables (4 %), zones urbanisées (3,6 %), zones humides intérieures (2 %), milieux à végétation arbustive et/ou herbacée (0,9 %). L'évolution de l’occupation des sols de la commune et de ses infrastructures peut être observée sur les différentes représentations cartographiques du territoire : la carte de Cassini (XVIIIe siècle), la carte d'état-major (1820-1866) et les cartes ou photos aériennes de l'IGN pour la période actuelle (1950 à aujourd'hui).

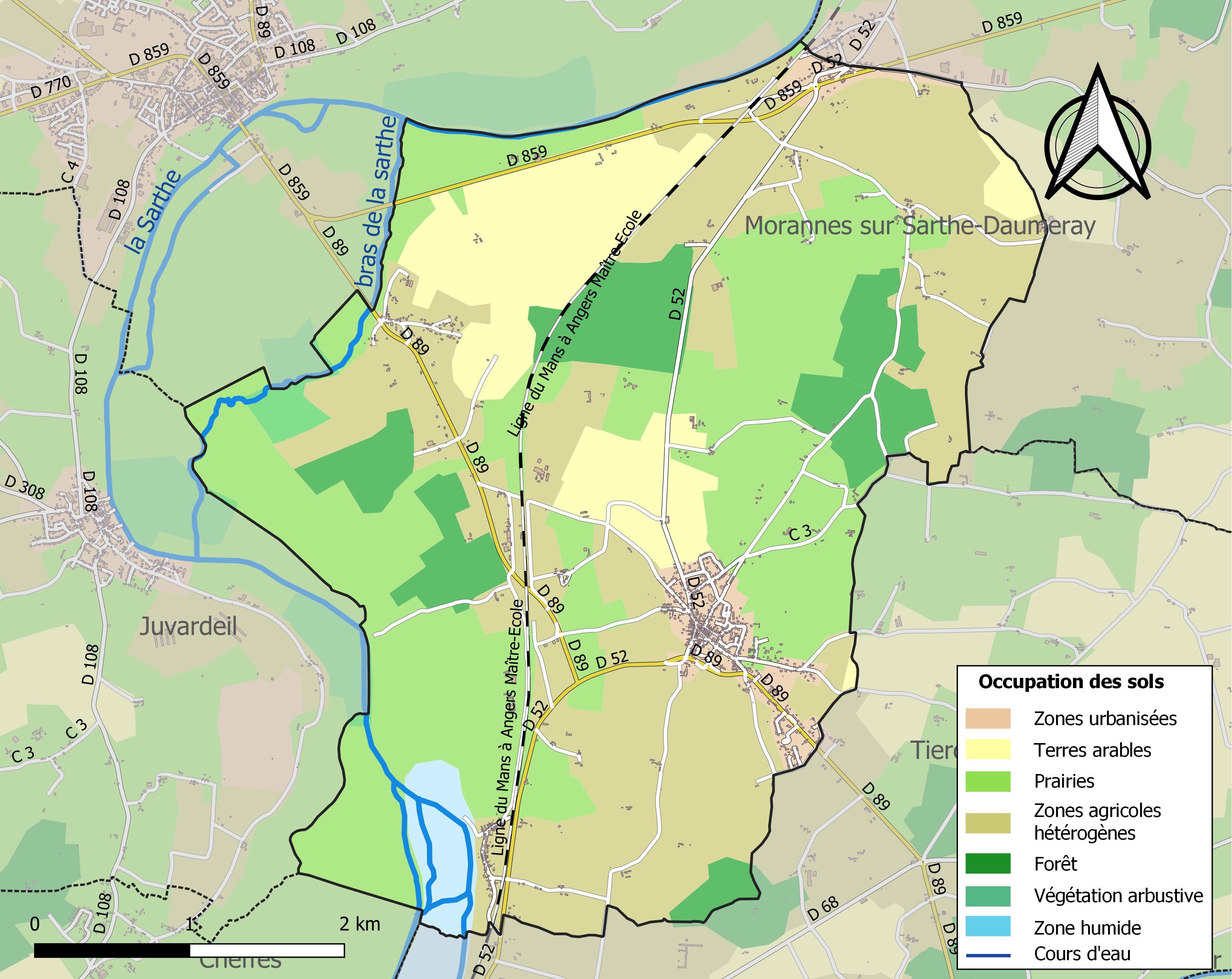
Carte des infrastructures et de l'occupation des sols de la commune en 2018 (CLC).

## Toponymie et héraldique

### Toponymie
Estrichiacus en 1036, Estrechium en 1138.

### Héraldique
| Armes d'Étriché | Les armes de la commune d'Étriché se blasonnent ainsi : D'or à la fasce ondée d'azur chargée d'un château d'argent, accompagnée en chef d’une crosse de sable posée en bande, chargée d’un écusson de gueules surchargé d'une roue d’argent, et en pointe d'un livre ouvert aussi de gueules, les pages aussi d'argent chargées du mot « Sapientia » de sable. |

## Histoire
Le fief du prieuré de Briollay comprenait celui de Saint-Marcel (paroisse de Briollay), le fief de la Bouchetière en Étriché, le fief de Bretignolles (paroisse de Bauné), le fief de Noyant (paroisse de Soulaire), et quelques autres bâtiments comme des fermes à Tiercé.

## Politique et administration

### Administration municipale
| Période                                  | Période                   | Identité                | Étiquette | Qualité                                                    |
| ---------------------------------------- | ------------------------- | ----------------------- | --------- | ---------------------------------------------------------- |
| an VIII                                  |                           | Barbé                   |           |                                                            |
| 9 ventôse an XI (n'accepte pas)          |                           | Maillard                |           |                                                            |
| 13 thermidor an XIII                     |                           | Pierre Leblanc          |           |                                                            |
| 26 avril 1816                            |                           | Charles-Louis Chasserie |           |                                                            |
| 15 novembre 1831                         |                           | Jean-Baptiste Touchet   |           |                                                            |
| 1853                                     |                           | Pierre Eon              |           |                                                            |
| 1900                                     |                           | Xavier de Quatrebarbes  |           |                                                            |
| 1945                                     |                           | Joseph de Quatrebarbes  |           |                                                            |
| 1953                                     |                           | Georges Baudrier        |           |                                                            |
| mai 1953                                 | mars 2008                 | Charles Jolibois        | UDF       | Avocat sénateur (1983-2001) conseiller général (1961-2004) |
| mars 2008                                | mai 2020                  | Régine Brichet          | SE        | Enseignante retraitée                                      |
| mai 2020                                 | En cours (au 24 mai 2020) | David Lagleyze          |           |                                                            |
| Les données manquantes sont à compléter. |                           |                         |           |                                                            |

### Intercommunalité
La commune est membre de la communauté de communes Anjou Loir et Sarthe, elle-même membre du syndicat mixte Pays des Vallées d'Anjou, après qu'elle le fut Lde la communauté de communes de Loir-et-Sarthe.

## Population et société

### Démographie

#### Évolution démographique
L'évolution du nombre d'habitants est connue à travers les recensements de la population effectués dans la commune depuis 1793. Pour les communes de moins de 10 000 habitants, une enquête de recensement portant sur toute la population est réalisée tous les cinq ans, les populations de référence des années intermédiaires étant quant à elles estimées par interpolation ou extrapolation. Pour la commune, le premier recensement exhaustif entrant dans le cadre du nouveau dispositif a été réalisé en 2008.

En 2022, la commune comptait 1 567 habitants, en évolution de +1,29 % par rapport à 2016 (Maine-et-Loire : +2,12 %, France hors Mayotte : +2,11 %).
| 1793  | 1800 | 1806  | 1821  | 1831  | 1836  | 1841  | 1846  | 1851  |
| ----- | ---- | ----- | ----- | ----- | ----- | ----- | ----- | ----- |
| 1 186 | 929  | 1 146 | 1 186 | 1 198 | 1 204 | 1 208 | 1 234 | 1 221 |

| 1856  | 1861  | 1866  | 1872  | 1876  | 1881  | 1886  | 1891  | 1896  |
| ----- | ----- | ----- | ----- | ----- | ----- | ----- | ----- | ----- |
| 1 245 | 1 229 | 1 250 | 1 229 | 1 191 | 1 163 | 1 137 | 1 160 | 1 110 |

| 1901  | 1906  | 1911  | 1921 | 1926 | 1931 | 1936 | 1946 | 1954 |
| ----- | ----- | ----- | ---- | ---- | ---- | ---- | ---- | ---- |
| 1 079 | 1 083 | 1 027 | 931  | 886  | 848  | 861  | 814  | 823  |

| 1962 | 1968 | 1975 | 1982 | 1990  | 1999  | 2006  | 2008  | 2013  |
| ---- | ---- | ---- | ---- | ----- | ----- | ----- | ----- | ----- |
| 887  | 921  | 922  | 982  | 1 024 | 1 162 | 1 387 | 1 446 | 1 523 |

| 2018  | 2022  | - | - | - | - | - | - | - |
| ----- | ----- | - | - | - | - | - | - | - |
| 1 552 | 1 567 | - | - | - | - | - | - | - |

#### Pyramide des âges
La population de la commune est relativement jeune.
En 2018, le taux de personnes d'un âge inférieur à 30 ans s'élève à 39,0 %, soit au-dessus de la moyenne départementale (37,2 %). À l'inverse, le taux de personnes d'âge supérieur à 60 ans est de 20,1 % la même année, alors qu'il est de 25,6 % au niveau départemental.
En 2018, la commune comptait 802 hommes pour 750 femmes, soit un taux de 51,68 % d'hommes, largement supérieur au taux départemental (48,63 %).
Les pyramides des âges de la commune et du département s'établissent comme suit.
| Hommes | Classe d’âge | Femmes |
| ------ | ------------ | ------ |
| 0,1    | 90 ou +      | 1,5    |
| 3,4    | 75-89 ans    | 5,6    |
| 14,6   | 60-74 ans    | 15,2   |
| 18,8   | 45-59 ans    | 16,0   |
| 22,4   | 30-44 ans    | 24,5   |
| 16,0   | 15-29 ans    | 14,0   |
| 24,7   | 0-14 ans     | 23,2   |

| Hommes | Classe d’âge | Femmes |
| ------ | ------------ | ------ |
| 0,9    | 90 ou +      | 2,1    |
| 7      | 75-89 ans    | 9,5    |
| 16,2   | 60-74 ans    | 16,9   |
| 19,4   | 45-59 ans    | 18,7   |
| 18,2   | 30-44 ans    | 17,5   |
| 18,8   | 15-29 ans    | 17,6   |
| 19,5   | 0-14 ans     | 17,6   |

## Économie

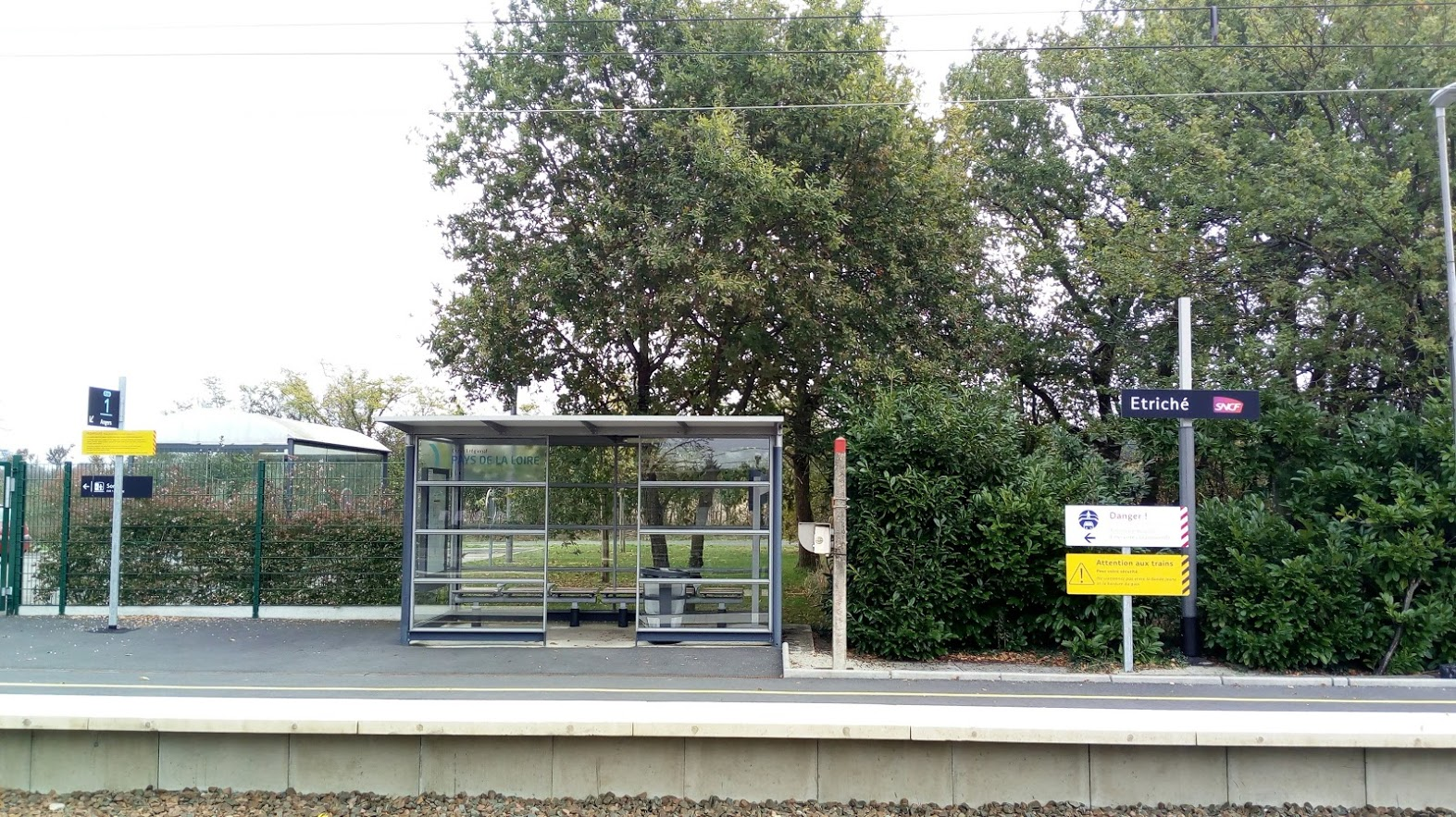
La gare d'Étriché - Châteauneuf.

Sur 82 établissements présents sur la commune à fin 2010, 22 % relèvent du secteur de l'agriculture (pour une moyenne de 17 % sur le département), 7 % du secteur de l'industrie, 23 % du secteur de la construction, 42 % de celui du commerce et des services et 6 % du secteur de l'administration et de la santé. Cinq ans plus tard, en 2015, sur les 92 établissements présents, 15 % relèvent du secteur de l'agriculture (pour une moyenne de 11 % sur le département), 8 % du secteur de l'industrie, 23 % de celui de la construction, 46 % du secteur du commerce et des services et 9 % de celui de l'administration et de la santé.

## Culture locale et patrimoine

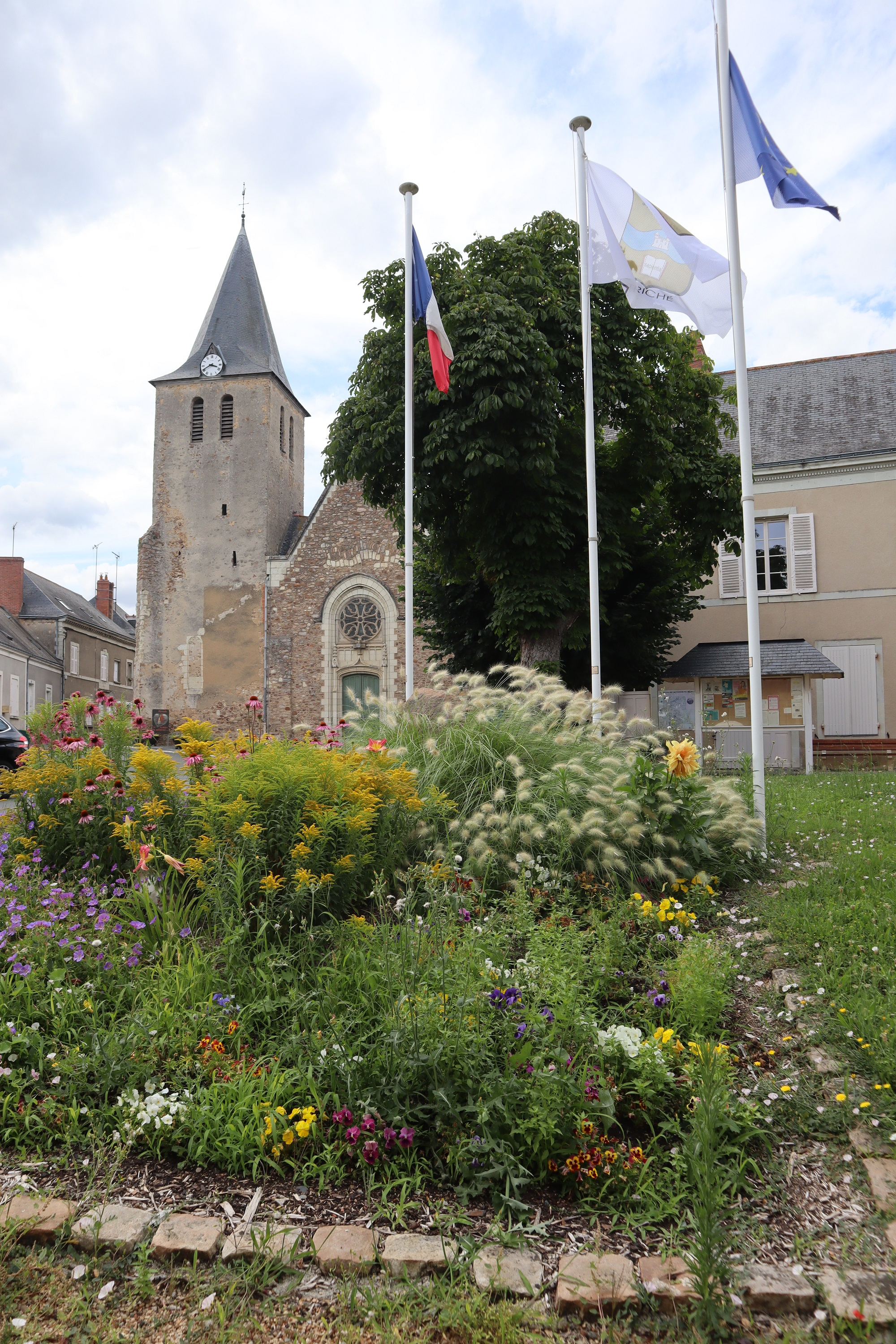
L'église paroissiale Saint-Hilaire.

### Lieux et monuments
- Ancien prieuré de Port-l'Abbé, bâtiment du XIIe au XVIIIe siècle[28] ;
- Église Saint-Hilaire